# コロナド (沿海域戦闘艦)
コロナド（USS Coronado, LCS-4）は、アメリカ海軍の沿海域戦闘艦（LCS）。ジェネラル・ダイナミクスによって設計されたインディペンデンス級沿海域戦闘艦の2番艦である。
その名を持つ艦としては3隻目。

## 艦歴
2012年1月14日に海軍に引き渡された。2014年4月5日に就役。
2014年7月後半、コロナドは飛行甲板の片隅にNSMの発射筒を仮設し、搭載および実射試験を行った。(現在は撤去されている)
2016年7月19日に行われたRIMPAC 2016において、コロナドは艦首甲板にハープーンSSM2連装発射筒2基を仮設し、実射試験を行った 。
2022年9月14日に退役となった。